# Cupido (serie de televisión)
Cupido  es una serie de televisión argentina. Fue transmitido inicialmente en Much Music desde 2001 hasta 2003, y fue transmitido en TBS Very Funny desde 2012 hasta 2014 bajo la conducción de Franco Torchia. Este programa es un lugar donde hombres y mujeres tienen una cita a ciegas haciéndose preguntas entre sí para ver si congenian o no.

## Historia
El concepto del programa se inició en el 2001. La dinámica consta generalmente de tres personas -dos hombres y una mujer- mientras la voz en off, les hace unas preguntas. Obviamente también muestran fotos y garabatos de los participantes. Estos al final deciden con quién se quedan o si rechazan a las parejas seleccionadas.
Luego de 2012 se renovó el concepto. Al principio del programa llevan unas máscaras de perro, mientras que Franco Torchia menciona la frase que da el inicio del programa cada semana. Se implementafon secciones y trivias. Antes y después de comerciales, cada hombre y mujer ve en la pantalla las partes del cuerpo, las fotos de algún familiar y garabatos. También se ponen reflectores al participante diciendo cómo se sienten en la relación amorosa y luego vienen las conclusiones por participante. Al final voltean el sofá de lado cara a cara dando una declaración de amor y a veces dan el corte y siguen enamorados.

## Eslogan
- El eslogan adoptado en 2001 se usa actualmente y es: "En contra de las apariencias y a favor del corazón".
- También está el que fue adoptado en 2003 que es: "Cupido. Tu Lugar para enamorarte".